# Homogenia nigroscutellata
Homogenia nigroscutellata är en tvåvingeart som beskrevs av Wulp 1892. Homogenia nigroscutellata ingår i släktet Homogenia och familjen parasitflugor. Inga underarter finns listade i Catalogue of Life.